# Sedgehill
Sedgehill è un villaggio inglese nella Parrocchia civile di Sedgehill and Semley, nella contea dello Wiltshire in Gran Bretagna.

## Storia

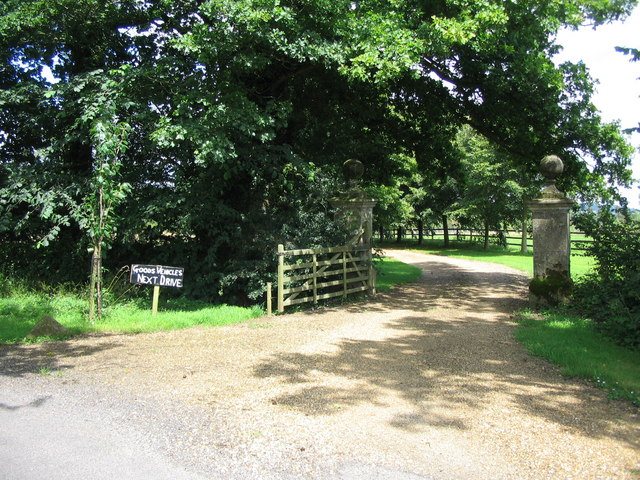
Ingresso a Sedgehill Manor

Il villaggio di Sedgehill ha ospitato una villa romana scoperta nel XIX secolo e che si ritiene sia stata costruita nel II secolo d.C.

## Monumenti e luoghi d'interesse
- Chiesa di Santa Caterina a Sedgehill. Si tratta di una chiesa parrocchiale anglicana risalente al XIV secolo oggetto di restauro nei secoli XV e CVII, oltre a quello importante del 1882. Costruita in calcare lavorato, il tetto è in ardesia gallese con bordi a corona. Torre è occidentale. La chiesa appartiene alla diocesi di Salisbury e dal 6 gennaio 1966 è considerata un monumento classificato di seconda categoria.[2][3]